# 岩崎運河
岩崎運河（いわさきうんが）は、大阪府大阪市西区と大正区の境界をなし、木津川と尻無川を結んでいる運河。長さ560メートル。

## 概要
尻無川の上流区間は川幅が狭く、大型船の航行に不向きであったため、木津川の道頓堀川合流点と尻無川の境川運河合流点を結ぶ運河が大正9年（1920年）12月に開削された。運河の名称は当時の町名であった岩崎町（旧・西成郡九条村大字岩崎新田）に由来する。開削箇所には大阪市電九条高津線が通っていたため、岩崎橋の架橋工事も同時進行で行われた。
昭和27年（1952年）に尻無川の上流区間（境川運河以北）が埋め立てられたため、現在では実質的に尻無川の上流区間となっている。
また、平成13年（2001年）・14年（2002年）には、当運河の大正区側護岸壁に「描こう!わがまち大正ギャラリー」が描かれた。

## 橋梁

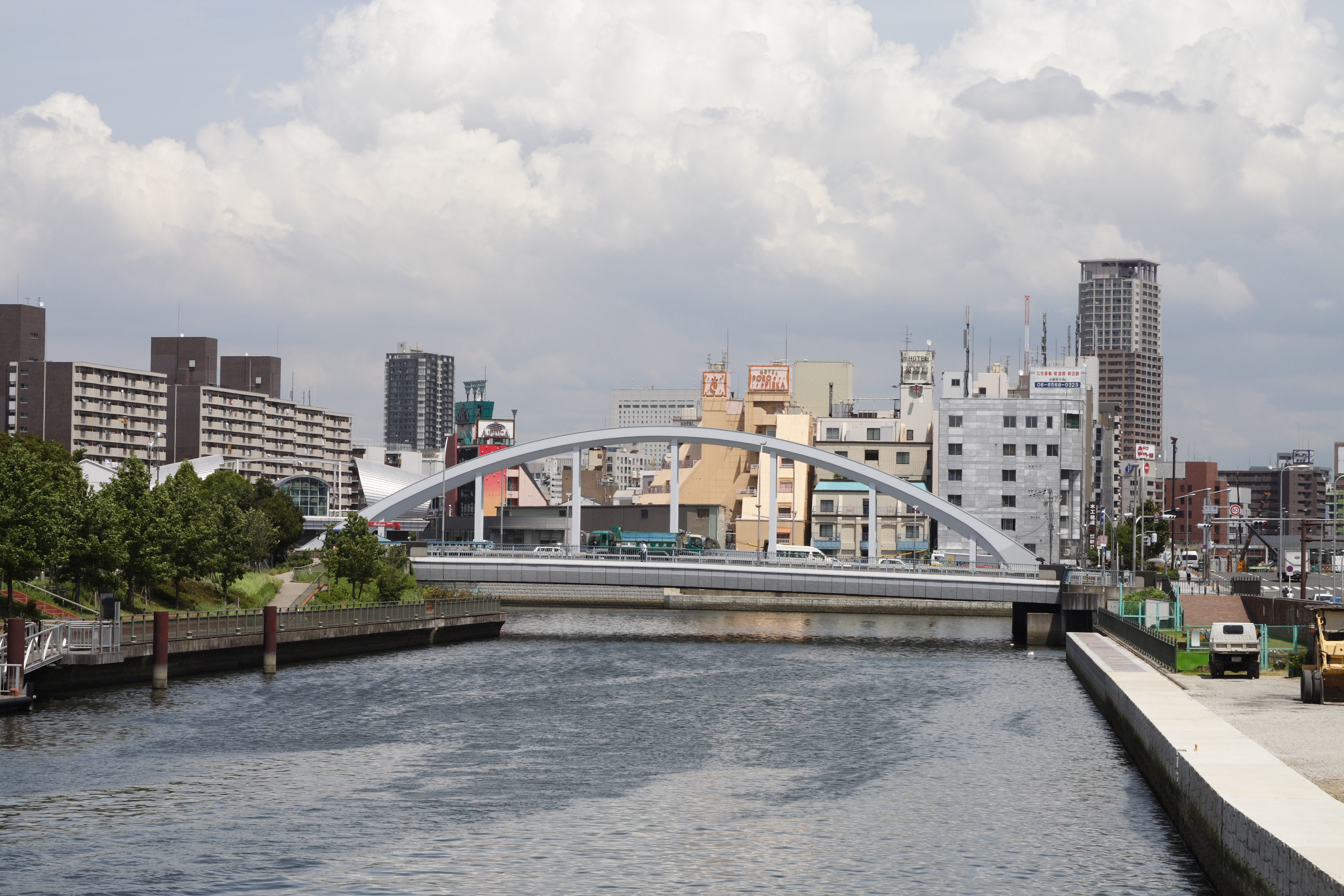
岩松橋
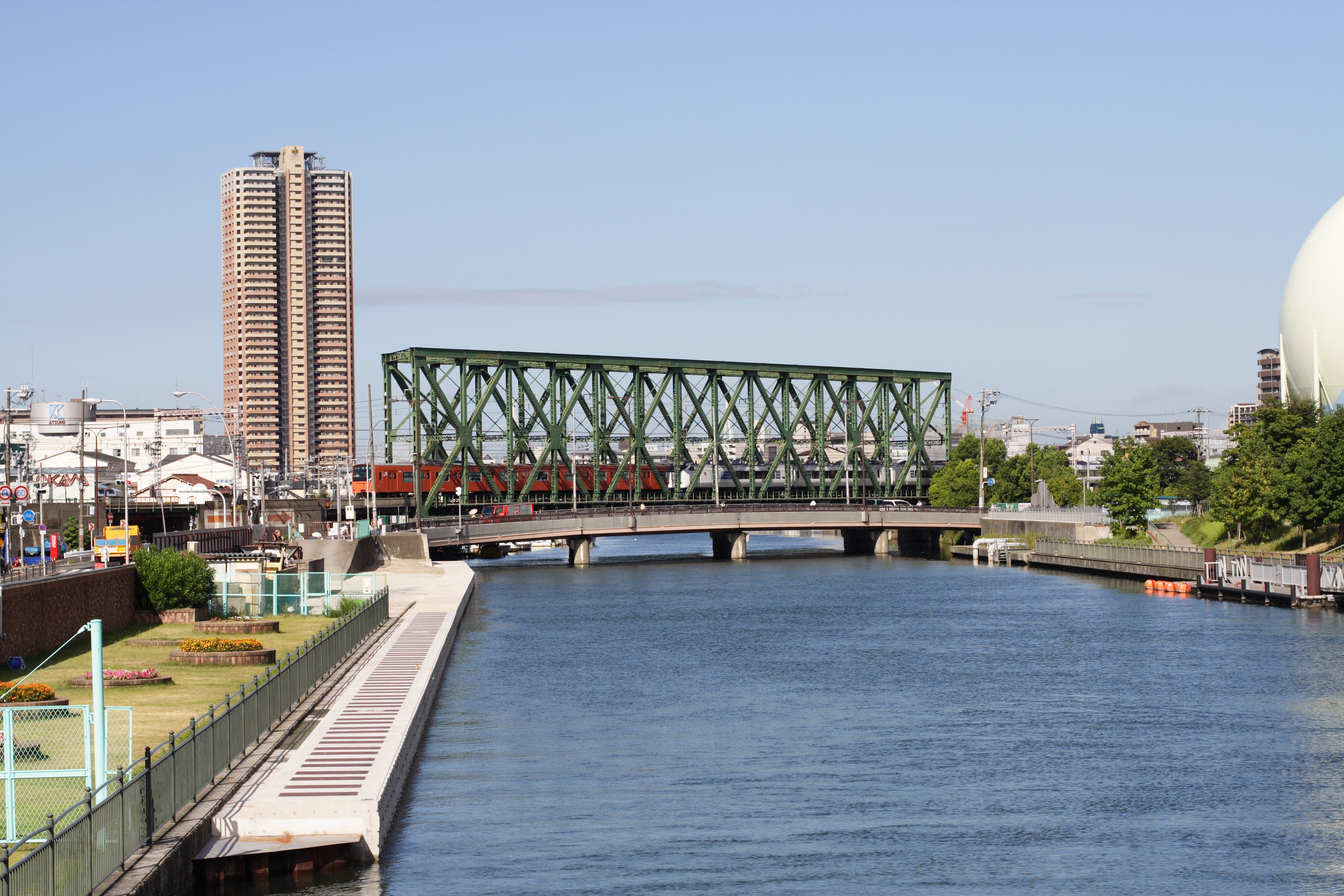
岩崎橋
- 岩崎運河橋梁（大阪環状線）

- 岩松橋
- 岩崎運河橋梁